# تنگ‌خوش
تَنگ‌خوش روستایی از توابع بخش آبدان شهرستان دیر در استان بوشهر در جنوب ایران است.

## جمعیت
این روستا در دهستان سرمستان قرار دارد طبق سرشماری رسمی ۱۳۹۰ جمعیت آن ۱۱۹نفر (۲۶خانوار) است و در سال ۱۳۸۵ جمعیت آن ۱۱۳نفر (۲۴خانوار) بوده است.